# Flameo
El flameo es una inestabilidad aeroelástica por la cual una estructura al vibrar absorbe energía del fluido circundante, de tal forma que es incapaz de disipar en un ciclo de vibración toda la energía que absorbe.
La superficie sustentadora está bajo la acción de la carga inducida por la sustentación. Una deformación le lleva a un punto donde se reduce la carga total, llevando al ala de nuevo a la posición original restaurando la carga total y entrando por tanto en un ciclo de vibración.
Esto lleva a una situación de vibración autosostenida que puede llegar a desgastar la estructura. Es un efecto bien conocido y en todos los aviones fabricados se trata de asegurar que en ninguna condición de vuelo se esté durante un tiempo prolongado en la llamada velocidad de flameo evitando así una rotura o un desgaste estructural.
El flameo puede originar desde un simple zumbido que apenas se nota en cabina hasta una vibración completamente sostenida que hace vibrar todo el avión creando problemas de aeronavegabilidad y posibles roturas.
El flameo es un fenómeno que también puede afectar a otro tipo de estructuras aparte de las alas como por ejemplo puentes. Es famoso el caso del hundimiento del puente de Tacoma Narrows.
- Datos: Q8961760